# Alkatraz
Alkatraz je treći album hrvatske pjevačice Alke Vuice koji sadrži 9 pjesama.

## Pjesme
1. "Alkatraz" (Sandra Sagena – Alka Vuica – ... )
2. "Ne trebam ti ja"
3. "Žena"
4. "Hej da mogu"
5. "Sansigotski ples"
6. "Ne lovi me na bol (Rulet ljubavi)"
7. "Ni na na na"
8. "Čarolija"
9. "Ne reci ne"